# Ultra Extended Graphics Array
Ultra Extended Graphics Array (UXGA) とは、表示装置などの画素数構成の一つ。縦横の画素数は1600×1200個であり、アスペクト比は4:3になる。XGA(1024×768)及びSXGA(1280×1024)を拡張した画素数構成である。

## UXGAの派生規格
UXGAの長辺を拡張したWide-UXGA(WUXGA)、画素数を4倍に拡張したQuad-UXGA(QUXGA)が存在する。
WUXGA
1920×1200 ピクセル（アスペクト比4.8:3 = 16:10）
一部のディスプレイ販売店などにおいて、「フルHD」のディスプレイのことをWUXGAと銘打っている事が見られるが、これは誤りである。そもそも、VESAのビデオサブシステム上の規格と、ハイビジョンにおける画素数に因果関係はない。なお、「フルHD」と呼ばれるものの画素数は、一般的に 1920×1080 ピクセル（アスペクト比16:9）である。
パーソナルコンピュータ用液晶ディスプレイ装置に広く採用されているDVIでは、垂直同期周波数を一般的な下限である60Hzとした場合に、シングルリンクモードで伝送できる上限規格である。
QUXGA
3200×2400 ピクセル（アスペクト比4:3）
パーソナルコンピュータ用液晶ディスプレイ装置に広く採用されているDVIでは、垂直同期周波数を一般的な下限である60Hzとした場合でも、シングルリンクモードでは伝送できない。DVIでの伝送にはデュアルリンクモードを必要とし、ディスプレイケーブルおよびビデオカードにはデュアルリンクモード対応品を用いる必要がある。